# 梅克瑟姆
梅克瑟姆（荷蘭語：Merksem，荷蘭語發音：[ˈmɛrksɛm]）是比利时安特卫普市的一个区。梅克瑟姆原为一独立市镇，1983年，梅克瑟姆与临近的6个市镇并入安特卫普，成为了安特卫普的一个区。